# Pionosyllis serratisetosa
Pionosyllis serratisetosa é uma espécie de anelídeo pertencente à família Syllidae.
A autoridade científica da espécie é Lòpez, San Martín & Jiménez, tendo sido descrita no ano de 1997.
Trata-se de uma espécie presente no território português, incluindo a sua zona económica exclusiva.